# Jerry Cornes
John Frederick "Jerry" Cornes, född 23 mars 1910 i Darjeeling i Indien, död 19 juni 2001 i Winchester i Hampshire, var en brittisk friidrottare.
Cornes blev olympisk silvermedaljör på 1 500 meter vid sommarspelen 1932 i Los Angeles.